# Cuir
|  | No s'ha de confondre amb queer. |

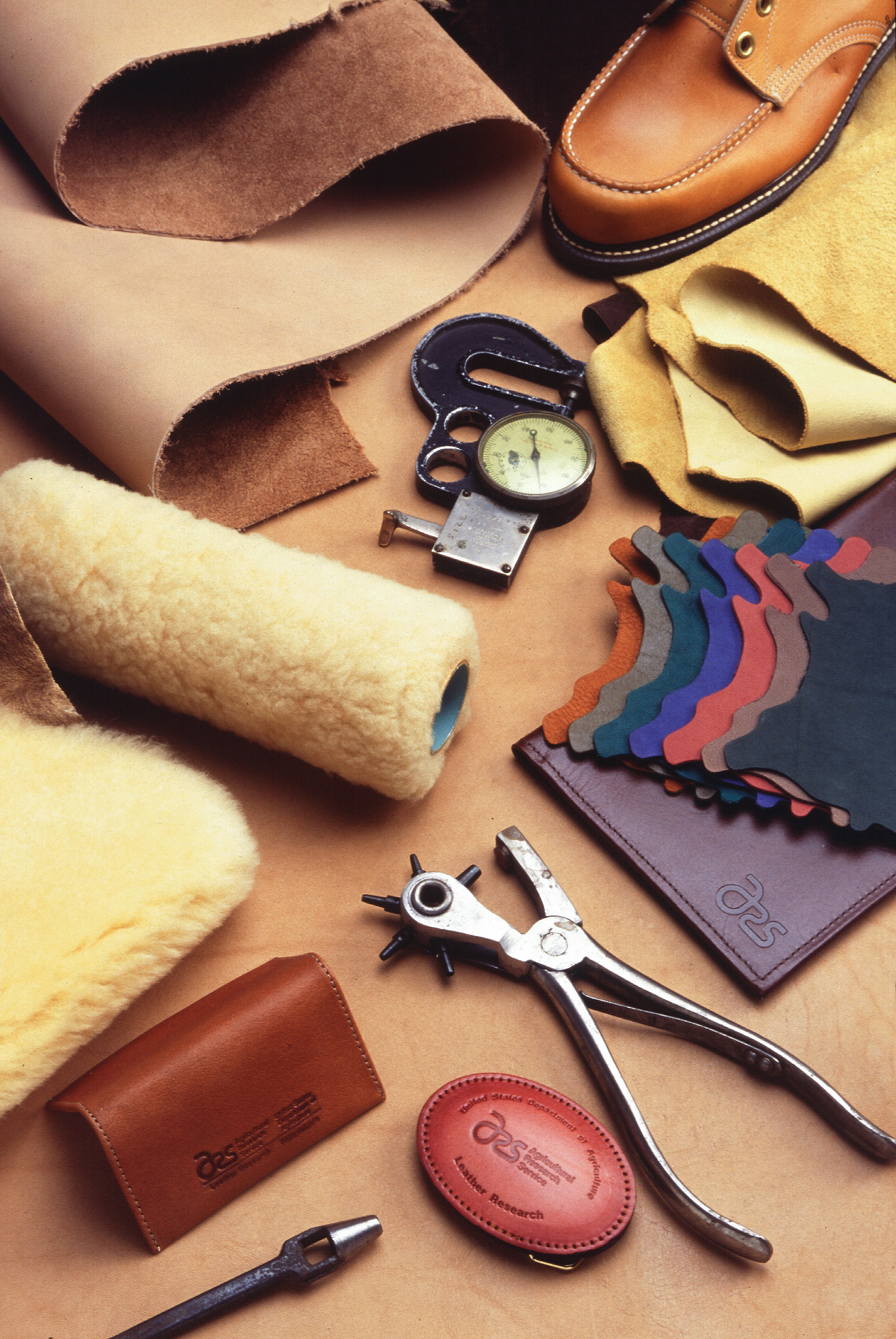
Eines modernes per a treballar el cuir.

El cuir o cuiro és la pell dels animals quan ha estat adobada per tal de garantir-ne la conservació i les característiques pròpies del producte.
També s'anomena cuir la pell sense adobar del bestiar gros. La capa més exterior de la pell de l'animal s'anomena pell-flor. La pell es talla en diverses làmines paral·leles a l'exterior i, amb les interiors, s'obté el que en diem pell girada o serratge.
El cuir té propietats de resistència i flexibilitats adequades per a la seua manipulació i ús com a matèria primera. Les diverses substàncies químiques d'adob fa que les pells siguin dures, menys flexibles i sovint gruixudes i es fan servir en usos industrials de guanteria, confecció, pellisseria, i pells fines de sabateria o soles de sabata.
L'ús del cuir data del període Naqada de l'antic Egipte al voltant del 4000 aC. Abans de la possibilitat de transportar carn congelada a grans distàncies el cuir de les vaques per exemple tenia més valor que la carn.
La paraula cuir o cuiro ve del llatí cuirum (pell adobada d'animals).

## Varietats
Una classificació natural dels tipus de cuir es basa en l’espècie animal de la qual procedeix.
Cada cuir té unes característiques que el fan més adequat per a un servei determinat: gruix, flexibilitat, resistència al desgast...
Cuir de bovins
Els cuirs de bovins són els més importants des del punt de vista quantitatiu.
Ovins
Els cuirs d'ovins s'han valorat poc històricament però són molt utilitzats.
Caprins
- Tafilet.[8]
- Cordovà

Porcins
Menys suaus i flexibles que els cuirs dels bovins, són difícils de treballar. Per això no se'n fan sabates, però sí maletes o tapisseries de vehicles.
Equins
La producció de cuir de cavall ha estat important en certs territoris i èpoques determinades. Alguns documents permeten comparar la seva impotència relativa.
EstruçEl cuir d'estruç ha estat esmentat des de temps antics. Actualment és una pell de luxe, emprada en sabateria i bosses de mà.
Cangur

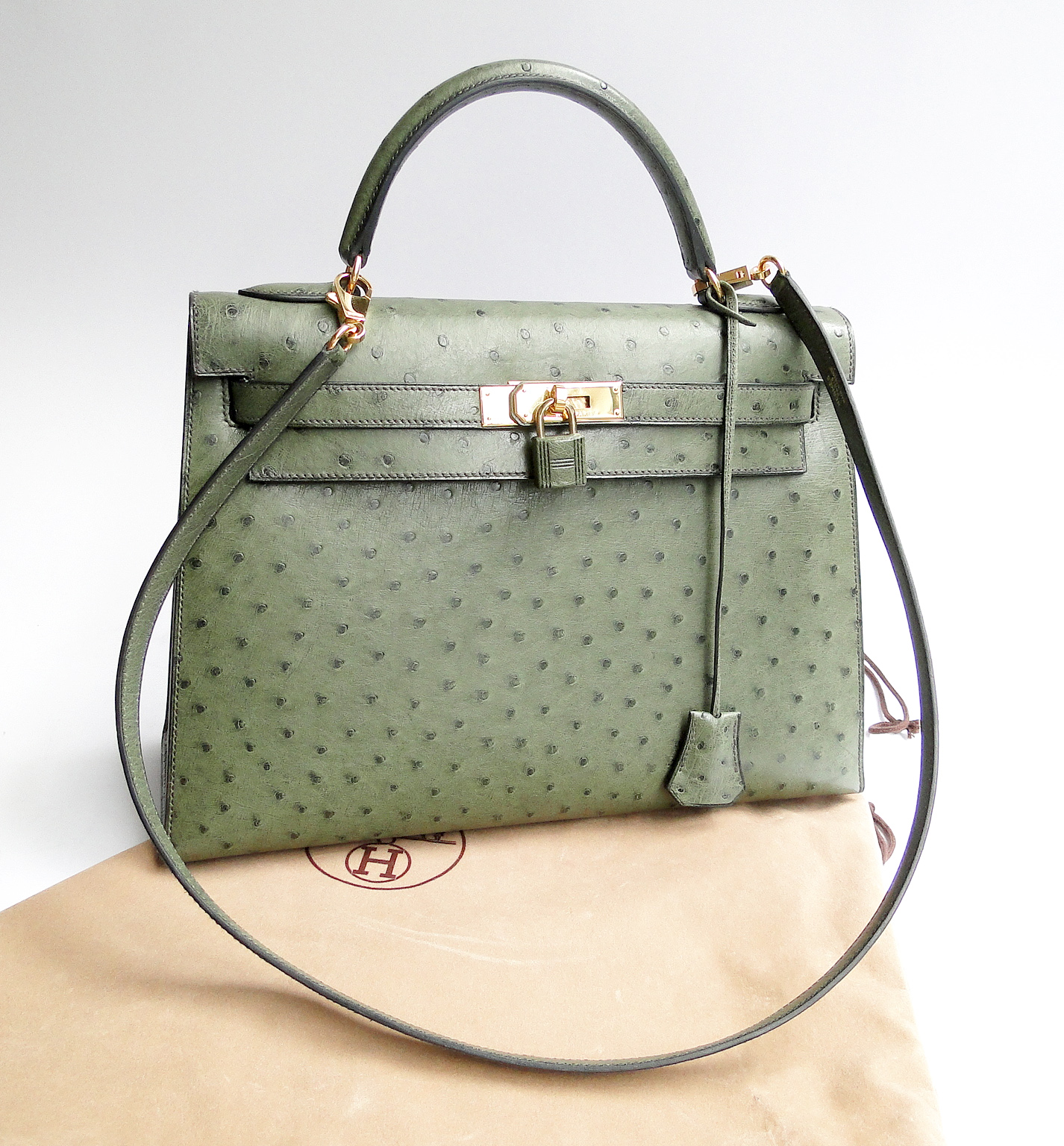
Bossa de pell d'estruç.

La pell de cangur és preuada per a fabricar estris diversos. Particularment guants.
Tauró
La pell de tauró, ben seca, es pot utilitzar com una llima per polir la fusta, el marfil o els metalls.
- "Chagrin de mer".[15]
- "Galuchat"

## Escorxar o espellar
Un cop mort l'animal, el pas previ a l'obtenció de cuir és l'operació de separar la pell de la resta del cos. Operació designada amb els termes d'escorxar o espellar.
Les condicions inicials poden ser molt diferents: un bisó de grans dimensions abatut en una plana nord-americana, morsa congelada en territoris àrtics, conill, esquirol, serp, tauró... Les pells dels animals capturats pels trampers es recullen amb els animals congelats.

### Aspectes mecànics
Hi ha ganivets i ganivetes especials per a escorxar. Hi ha animals que requereixen una subjecció especial o ser penjats per a ser espellats amb comoditat.

## Adoberia
Primeres etapesDesprés d'haver sacrificat els animals, el seu cuir és tractat amb sal pel costat de la carn, amb la qual cosa s'evita la putrefacció i s'aconsegueix un cert temps de conservació adequada als processos i usos posteriors als que el cuir serà sotmès. A continuació s'emmagatzemen en un local.
Etapa de neteja i condicionat del cuirAquesta etapa és la que necessita més aigua, primer es treuen, mecànicament, les restes de carn i de greix es fa servir sulfur sòdic i calç per eliminar l'epidermis de la pell a més del pèl que la recobreix.
Etapa de preparació química de la pellEs fan servir principalment àcid fòrmic i àcid sulfúric.
Etapa d'estabilització del col·lagen de la pellEn estabilitzar el col·lagen amb substàncies com les sals de crom, es forma el cuir.
Darreres etapesS'elimina la humitat, es grata per donar l'espessor definitiu i se'l pot sotmetre a altres tractaments segons quin sigui l'ús final del producte.

## Documents
A més de l’exposició genèrica de les propietats dels cuirs, un esment de casos puntuals diversos hauria de permetre l’aproximació a la realitat global de la importància d’aquests materials. Vegeu una relació cronològica, aleatòria i incompleta, a continuació.
- 1735. Pells baratades per estris a Amèrica.[17]
- 1770. Soldats de Cuera de Califòrnia lloats per Miquel Constançó.[18]

| « | Los Soldados del Presidio de Californias, de quienes la justicia y la equidad nos obligan a decir, que trabajaron infinito en esta Expedición, usan de dos géneros de armas, ofensivas y defensivas : las defensivas son la Cuera y la Adarga. La primera cuya hechura es semejante a la de una Casaca sin mangas, se compone de seis, o siete azes de pieles blancas de Venado agamuzadas, impenetrable á las flechas de los Indios, como no estén disparadas de muy cerca. La Adarga es de dos hazes de cuero de Toro crudo, se maneja con el brazo izquierdo, y desvian con ella las jaras, o flechas, defendiendose el Ginete a sí, y a fu Caballo: usan ademas de las dichas una especie de delantal de baqueta prendido á la cabeza de la silla con cayda a uno y otro lado, que llaman armas o defensas, que les cubren los muslos, y piernas para no lastimarse, corriendo en el Monte. Sus armas ofensivas son la lanza, que manejan diestramente a caballo, una espada ancha, y una Escopeta corta que llevan metida y afianzada en su funda. Son Hombres de mucho aguante, y sufrimiento en la fatiga; obedientes, resueltos, ágiles, y no dificultamos decir que son los mayores Ginetes del Mundo, y de aquellos Soldados que mejor ganan el Pan al Augusto Monarca a quien sirven. | » |
| — Diario histórico de los viages de mar, y tierra hechos al norte de la California. Miquel Constançó. 1770.) | |   |

- 1793. Escut de pell d'hipopòtam al Darfur.[19]

- 1848. Producció inmensa de pells bovines a les missions de Califòrnia.[20][21][22]

- 1863. Relació d'una munió de fàbriques de guants.[23]

- 1869. «Kid gloves» de Mark Twain.[24][25]
  - L'acte de comprar uns guants fins ("kid gloves" = guants de cabritilla) explicat com a anècdota còmica. Sense oblidar la crítica comparada amb uns guants normals.

- 1888. Caiacs esquimals de pells de foca.[26]

- 1896. Escuts de guerra "cheyennes".[27]

- 1942. Ganivet de combat Ka-Bar. Amb mànec de cuir.Ganivet de combat Ka-Bar. Mànec de rodanxes cuir[28] i funda de cuir.

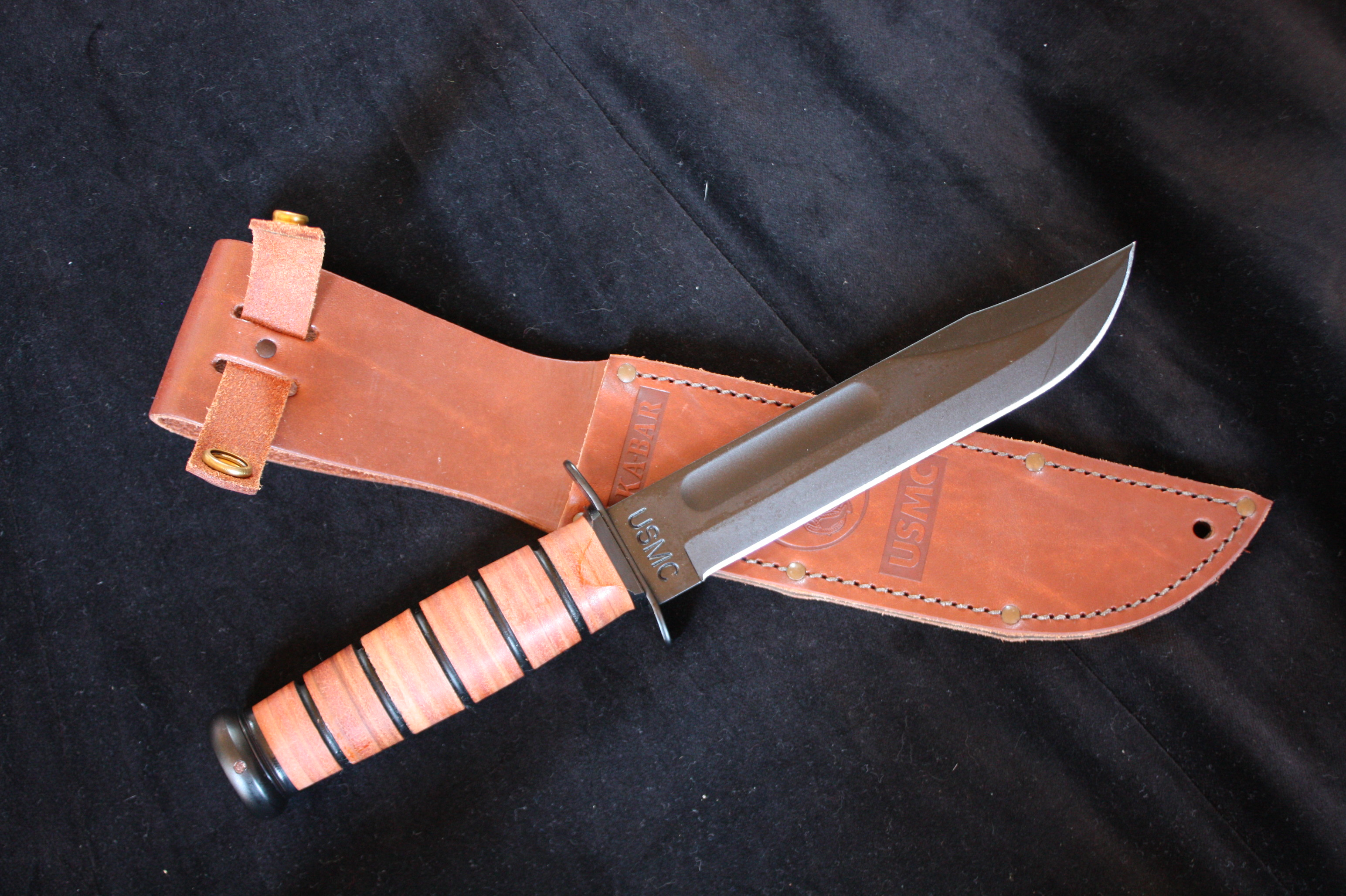
Ganivet de combat Ka-Bar. Mànec de rodanxes cuir i funda de cuir.

- 1970. Botes de vaquer de pell d'estruç.[29]
- 1971. Atahualpa Yupanqui. Disc «Yo me he criado a puro campo». Cançó «Yo quiero un caballo negro». Parla d’un llaç escorredor de cuir de toro i guanac.[30]

| « | ... yo quiero un lazo trenzado, mezcla de toro y guanaco ... | » |

- 2008. Obra moderna que tracta, entre altres temes, de l'escut de guerra dels "cheyennes".[31]
- 2010. "Tientos para lazo". Tires de cuir per a fer un llaç escorredor.[32]
- 2012. Construcció de les tendes còniques de pell: tipis.[33]